# ひぐらしのなく頃に 鬼隠し編
『ひぐらしのなく頃に 鬼隠し編』（ひぐらしのなくころに おにかくしへん）は、同人サークルである07th Expansionが製作した同人ゲーム『ひぐらしのなく頃に』の第1話目の表題である。

## 概要
2002年8月のコミックマーケット62出展時はさほど話題にならなかったが、やがて同人ゲームとしては珍しい伝奇調のストーリーが口コミで評判を呼び、次第に人気を獲得していった。
序盤は東京から寒村・雛見沢村に転校して来たばかりの少年・前原圭一と個性的な「部活」の仲間たちの日常を描くが、中盤以降に発生する怪事件とサスペンスが急展開で描かれ、そのギャップの大きさが恐怖を引き立たせている。
なお、クリア（読了）後には登場人物が客観的推理を披露する「お疲れ様会」とミニゲーム「れなぱん」が追加される（Windows版のみ、iアプリ・EZアプリ版はミニゲームとして別売）。
現在は、体験版を兼ねて07th Expansionのサイト上で本編が無料ダウンロード可能であるが、製品版でフリー素材のBGMを使っていた関係で一部のBGMが差し替えられている（携帯アプリ版も同様）。
PS2版「祭」に「第弐章・鬼隠し編」として収録。DS版「絆・第一巻」に「第壱章 鬼隠し」として収録。また、実写映画版第一作目は、この鬼隠し編をベースとしている。

### れなぱん
Windows版でクリア後に追加またはiアプリ版・EZアプリ版で本編と別売されるミニゲーム。竜宮レナが繰り出す超高速・破壊力抜群の「れなぱん」をひたすら回避し続ける。
ドラマCDの公式サイトではAdobe Flash版の「れなぱんOnline」がプレイ可能。また、iアプリではオリジナルとは別に直感ゲーム対応版が配信されている。

## 時代考証
基本的には現実世界の1980年代初頭の設定を踏襲しているが、若干時代に合っていない部分も存在する。例えば幕張メッセ（1986年開場）、国際展示場（1996年開場）が既に1983年時点で存在している。事件も日航ジャンボ機墜落事故（1985年）も意識した発言をしている。

## ストーリー
昭和58年。東京から人口2000人弱の寒村・雛見沢村へ、両親と共に転居した少年・前原圭一は、村での生活を満喫していた。
そんなある日、圭一は分校の同級生・竜宮レナの趣味である「宝探し」に付き合うことになり、村外れにある廃棄物の山へ向かう。レナの目当てである「ケンタくん人形」救出に手間取る中、レナが自宅へ道具を取りに戻っている間に、圭一は写真家・富竹ジロウと出会う。
富竹から、かつてこの地で予定されていたダム計画とその最中に発生した未解決のバラバラ殺人事件について聞かされた圭一は好奇心を抑えられなくなり、その場にあった雑誌の束から5年前に発生した事件の概要を知る。そこから少しずつ、楽しかった日常は狂いだしてゆく……。

## 登場人物
- 以下の人物は個別項目を参照。
  - 前原圭一
  - 竜宮レナ
  - 園崎魅音
  - 北条沙都子
  - 古手梨花

## 演出
劇中中盤で竜宮レナの態度と目の色が豹変した状態はファンから「オヤシロモード」などと呼ばれている。ちなみに、竜騎士07曰く「あの目は八咫桜が何となく目を水色に塗ったら誰もがビックリするほど怖くなったので自分が描き直してそのまま劇中で使った」とのこと。
また、彼女が初めて豹変した時のセリフ「嘘だッ!!!」はこの作品を象徴する名台詞の1つである。
なお、原作ではある人物が「この話になるのは奇跡的な確率」と語っている。つまり起こる確率がとても低い。
「鬼隠し編」は富竹との接触、仲間への不信感、オヤシロさまの祟りを知ったことよりも早く、誰も阻止できない決定的なフラグが立つことにより始まる不幸な話なのである。

## 漫画
スクウェア・エニックス刊『ガンガンパワード』で2005年春号から2006年春号まで連載された。
作画・鈴羅木かりん。上記のレナが「嘘だッ!!!」と叫ぶ場面の前後のページのみ、単行本を含めカラーで描かれている。
1. ISBN 4-7575-1590-1 2006年1月22日 初版発行
2. ISBN 4-7575-1704-1 2006年7月22日 初版発行

## アニメ
第1期「ひぐらしのなく頃に」第1 - 4話。
- 第1話 鬼隠し編 其の壱 ハジマリ
- 第2話 鬼隠し編 其の弐 隠しごと
- 第3話 鬼隠し編 其の参 疑心
- 第4話 鬼隠し編 其の四 歪

## ドラマCD
CD3枚組。発売：HOBiRECORDS、販売：WAYUTA。
キャスティングはアニメ版と同じ。
- 2005年5月27日発売 WACD-001
- 2006年9月14日よりiTunes Storeで配信されている。

## 小説
著者：竜騎士07 イラスト：ともひ
- 講談社BOX版 
  - ひぐらしのなく頃に 第一話 〜鬼隠し編〜（上）　ISBN 978-4-06-283637-1
  - ひぐらしのなく頃に 第一話 〜鬼隠し編〜（下）　ISBN 978-4-06-283641-8

- 星海社文庫版
  - ひぐらしのなく頃に 第一話 〜鬼隠し編〜（上）　ISBN 978-4-06-138901-4
  - ひぐらしのなく頃に 第一話 〜鬼隠し編〜（下）　ISBN 978-4-06-138902-1